# Wild Bill Davison
'Wild' Bill Davison (Defiance, 5 januari 1906 - Santa Barbara, 14 november 1989) was een Amerikaanse jazzkornettist.

## Carrière
Tijdens de jaren 1920 speelde Davison in Chicago bij de Ohio Lucky Seven, de Seattle Harmony Kings en in theaterorkesten, voordat hij in 1931 een eigen band formeerde met de klarinettist Frank Teschemacher (1906-1932). Laatstgenoemde overleed echter in 1932 tijdens een auto-ongeluk, terwijl Davison achter het stuur zat. De oorzaak was een onverlichte taxi. Hij ging vervolgens naar Milwaukee, waar hij met een eigen band speelde. In 1940 verhuisde hij naar New York als achtergrondmuzikant in de Catherine Dunham Show. Van 1943 tot 1945 vervulde Davison zijn militaire dienstplicht en ging daarna naar Eddie Condon, waar hij tot 1957 regelmatig in diens club speelde. Er bestaan van hem talrijke opnamen met George Brunies, Eddie Condon, Sidney Bechet, Bud Freeman en George Wettling.
In 1957 was hij te gast in Berlijn en nam hij met de Spree City Stompers de eerste Berlijnse dixieland-lp Jazz aus der Eierschale op. De bezetting bestond uit Wild Bill Davison, Werner Geisler, Hawe Schneider, Poldi Klein, Eckhard Schmidt, Harald Müller, Thomas Keck.
In Dixieland Revival ondernam Davison tijdens de jaren 1960 verschillende Europese tournees. Met Claude Hopkins vormde hij in 1968 de Jazz Giants en nam daarna een nachtclub over in San Francisco. Ook tijdens de jaren 1970 was hij regelmatig tijdens festivals te horen, zoals in Detroit en Nice en speelde hij in de World's Greatest Jazz Band. Vanaf 1974 woonde Davison in Kopenhagen, waar hij van 1975 tot 1977 lid was van Papa Bue's Viking Jazzband. In 1979 keerde hij terug naar de Verenigde Staten en bleef daar muzikaal actief tot aan zijn overlijden. 

## Privéleven en overlijden
Wild Bill Davison was vijf keer getrouwd en overleed op 14 november 1989 op 83-jarige leeftijd. Hij schreef ook zijn autobiografie.
- Biblioteca Nacional de España: XX1316147
- Bibliothèque nationale de France: cb138930325 (data)
- Gemeinsame Normdatei: 119146126
- International Standard Name Identifier: 0000 0000 7975 8877
- Library of Congress Control Number: n79070428
- MusicBrainz: 9a28858b-f931-4bc0-810d-f7274c1c3d8a
- Nationale Bibliotheek van Tsjechië: xx0119587
- Nationale Bibliotheek van Israël: 987012329526605171
- Nederlandse Thesaurus van Auteursnamen: 089043340
- SNAC: w64183n6
- Virtual International Authority File: 56795825
- WorldCat: E39PBJbtgTycYwmxCMWDFmvj4q